# ثقب وجني صدغي
يوجد الثقب الوجني الصدغي (بالإنجليزية: zygomaticotemporal foramen)‏ بالقرب من منتصف السطح الصدغي للعظم الوجني، الذي يمر عبره العصب الوجني الصدغي.